# Чомого, Седат
Седат Сирики Конабе Чомого (фр. Séïdath Siriki Konabe Tchomogo; 13 августа 1985, Порто-Ново) — Бенинский футболист, полузащитник.

## Карьера

### Клубная
Чомого начал свою карьеру в клубе «Лайонс де л’Атакора» и дебютировал в 2003 году в первом дивизионе Бенина. В течение 4 лет он был основным игроком львов, позже в 2007 году он отправился в «Ист Риффа», где он был также игроком стартового состава. В 2010 году Чомого переехал в оманский клуб «Аль-Оруба». В 2011 году он выиграл Суперкубок Омана. В 2013 году вернулся в Бенин в клуб «Пантерес». С 2014 по 2019 год выступал в оманском клубе «Аль-Сувэйк».

### Международная
Дебютировал за сборную Бенина Чомого 16 ноября 2003 года в отборочном матче чемпионата мира 2006 года против сборной Мадагаскара, в котором его команда в дополнительное время выиграла со счётом 3:2. Он был участником Кубка африканских наций 2004, 2008 и 2010 годов. Он также играл на молодежном чемпионате мира ФИФА 2005 года в Нидерландах. Последний матч за сборную Чомого сыграл 8 сентября 2013 года в отборочном матче чемпионата мира 2014 года против сборной Руанды, в котором его команда выиграла со счётом 2:0. В общий сложности он провёл за сборную Бенина 48 матчей (и 1 неофициальный) и забил 6 голов.

## Дисквалификация
25 апреля 2019 года дисциплинарный комитет ФИФА пожизненно отстранил Чомого от любой деятельности в футболе за участие в договорных матчах, организованных сингапурцем Уилсоном Раджем Перумалом. Чомого был обвинён в нарушении статьи 69 Дисциплинарного кодекса ФИФА.